# 香港親中華民國派
香港親中華民國派（英語：Pro-ROC camp，簡稱民國派）是香港的親中華民國派政治勢力，以民間社團為主，反對中國共產黨及中華人民共和國政府，堅定支持中華民國立場的一個中國，立場貼近泛民主派，並以臺灣經驗推動自由民主為信念。

## 沿革

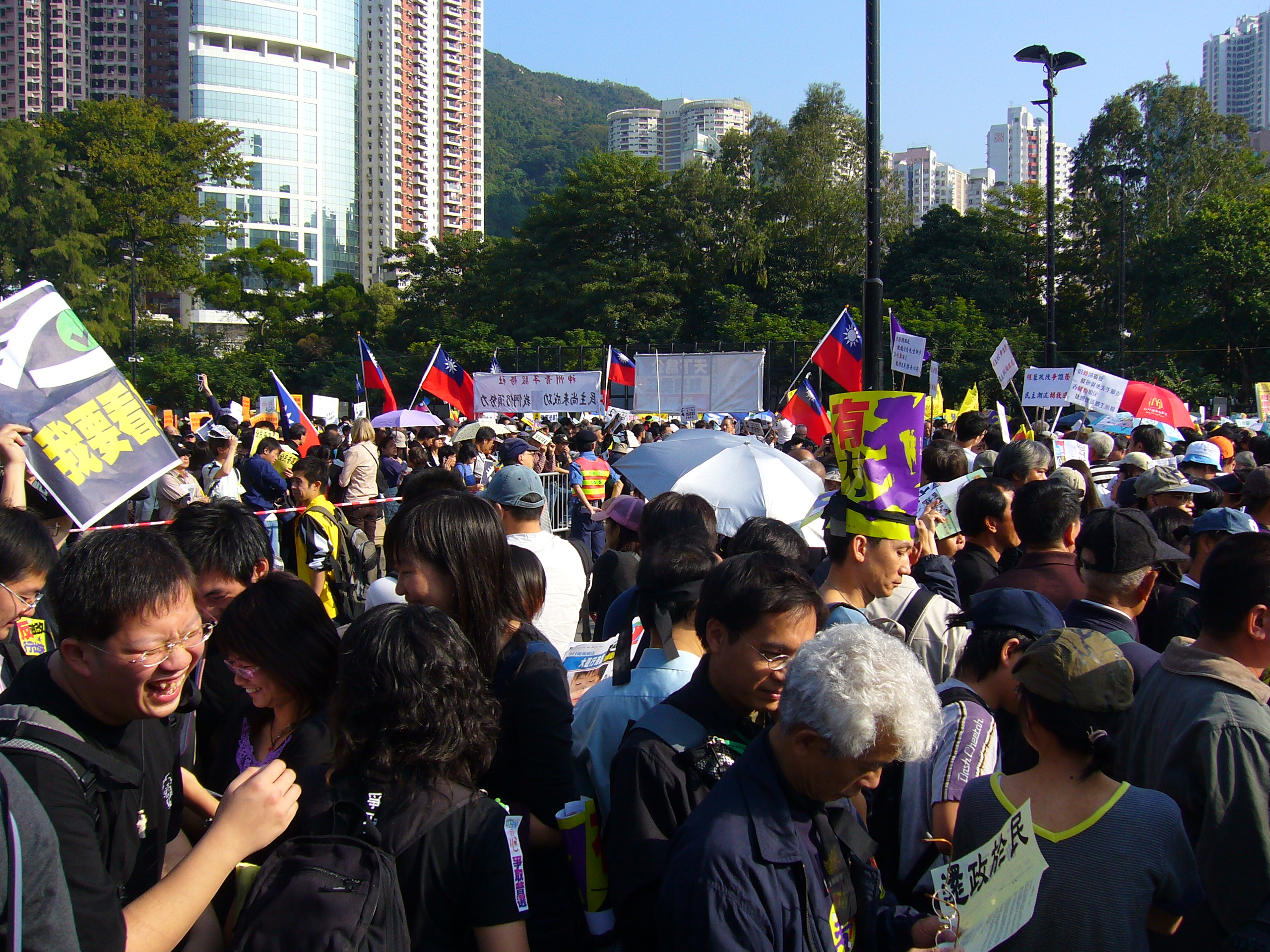
2005年爭取香港普選大遊行中，親臺團體帶著青天白日滿地紅旗參與遊行。

### 緣起
香港親中華民國派主要緣起第二次國共內戰期間國府遷臺，同時有大量無法渡臺的國府支持者（如敗退國軍、中下層官員、商人及企業家等）及其眷屬選擇移居香港，成為當時親臺勢力的主力，成立於1948年的港九工團聯合總會是香港早期成立的親臺團體之一並一度活躍於香港政治；同時亦有大量恐懼中共統治的南來文人來港避禍，以新亞書院為代表，主張「反共與保存中華文化」並認為「反共是應有之義」。

### 壯大
當時的民國派政見多偏向右派，與親中國共產黨的左派相互抗衡。當時英屬香港處於冷戰竹幕前沿，社會上充斥反共及恐共氣氛，右派力量堅實，在文教新聞影劇、工商團體、同鄉宗親團體、工會、街坊會等都有不少影響力，尤以1950年代及左派六七暴動後，右派支持香港政府恢復社會秩序，其政治影響力達到最高峰。

### 衰落
1980年代起，南來香港的第二、三代土生土長的市民開始產生本土意識，認同香港核心價值並關注本地事務，逐漸遠離國共對抗的意識型態，民國派因而開始走下坡，香港本土的民主反共勢力亦同時乘勢崛起，大有取而代之之勢。
1988年蔣經國病逝，李登輝繼任，中華民國政治開始發生巨變。李登輝治下的中華民國政府轉向本土化，淡化國共對抗的意識形態，並因此大幅減少對海外親臺團體的財政支援，導致香港親中華民國派勢力開始消退。1997年香港主權移交後，民國派更需開始面對中共透過影響特區政府施加的壓力。
21世紀以降，臺北政府對港澳親臺團體的支持與關注大大減低，使民國派團體的發展能力受到嚴重打擊日趨式微。於是親臺團體開始改變路線，不再過度強調國共對抗的意識形態，改為務實地支持臺港文化經貿交流，並以參與香港本地的民主運動及民生議題方式融入社區，以冀讓香港市民感受到他們對香港社會的貢獻並吸引新血投入。

### 移交後
香港主權移交後，在香港展示青天白日滿地紅旗變得有所困難。港九工團聯合總會主席李國強指出，在1997年以前港英時期，每逢每年的雙十節，部分香港市民會在香港街道、建築物、住宅區、彌敦道掛上中華民國國旗和雙十節標誌。回歸後展示國旗經常遇阻撓，批評主權移交後自由收窄，至馬英九執政時大為好轉，青天白日滿地紅旗被香港建制派支持者敵視情況才有所減少。
神州青年服務社亦指出在公眾場所活動中揮舞國旗常遭遇打壓，如在2008年中華民國總統選舉之時，團體在旺角行人專用區直播大選開票情況，但老社員事前被香港中聯辦施壓，表明不希望看到青天白日滿地紅旗，「連佈景板遣詞用字也欲知道，不太接受佈景板印有『中華民國』字眼。」目前，位於屯門的青山紅樓是香港少數仍可長時間公開展示青天白日滿地紅旗的地方，每逢雙十節慶、蔣公誕等中華民國節日，親臺團體皆會到該處舉行升旗活動，並唱中華民國國歌、國旗歌。自2018年的雙十節，紅樓業主突然不准他們入內進行升旗禮，被批評受政治壓力，因為紅樓被中國大陸商人收購。。
2020年，香港国安法正式颁布，港府出手干預民國派舉行的慶祝活動，與民國派關係良好的倫敦大酒樓受此影响宣布取消原定十月十日所舉辦的雙十節活動。不過，雙十節當天仍有神州青年服務社多位社員不顧觸法之虞前往屯門中山公園青山紅樓遺址慶祝。到2021年，香港保安局局长邓炳强与亲政府派报纸《大公报》认为庆祝双十节是「将臺湾从中国分裂出去」的行为，违反香港国安法，警告市民不要参加违法活动，自此双十节活动已经无人举办。

## 政見
早年香港親中華民國派的政治理念都均趨近中國國民黨右派，緊隨當年中華民國總統蔣中正在臺灣號召之光復大陸、三民主義統一中國的口號。主權移交後民國派的理念受臺灣民主化及香港主權移交影響有所變化，以推動兩岸四地民主發展、支持香港實行公民普選及關注臺港事務為主，同時亦積極透過地區服務爭取更多香港人認同，有與泛民合流之勢。
香港親中華民國派的立場至今仍支持中華民國，在參與集會遊行時，攜帶青天白日滿地紅旗及孫中山先生畫像亮相，為其重要特色之一，甚至還多次舉行紀念孫中山先生、中華民國國慶日（雙十節）及元旦開國紀念日等中華民國節慶的活動，亦多次表態支持中華民國加入國際組織，中華民國建國一百年及抗日戰爭暨臺灣光復七十年舉辦多項活動，以正視聽。
香港親中華民國派一向反對臺獨。1999年，時任總統李登輝發表「兩國論」，臺灣和中國大陸的關係跌至谷底，2000年，臺灣第一次政黨輪替和陳水扁上台後，親臺團體要求李登輝辭去國民黨主席一職。民國派至今仍公開反對民進黨的去中國化政策及去蔣政策。
香港親中華民國派不承認中華人民共和國政府的統治合法性，因此反對中英聯合聲明中英方將香港移交予中華人民共和國的決定，認為遷至臺灣的中華民國是唯一的合法政府，為滿清帝國政府簽訂的《南京條約》《北京條約》《展拓香港界址專條》的合法繼承國，故國際法上香港應移交於中華民國，中共現今對香港的主權為非法竊據，香港移交後與大陸均為「淪陷區」。同時其亦強烈譴責中共於國際舞臺上打壓中華民國，經常公開支持中華民國主權相關訴求，包括支持中華民國對南沙群島及釣魚台列嶼主權、反對《反分裂國家法》、兩岸和平請願運動、支持中華民國參加世界衛生組織、抗議菲律賓廣大興案、越南排華暴動、香港童軍總會月刊矮化臺灣童軍以至近期康文署去國立事件等。
香港親中華民國派支持自由民主價值，對中共於中國大陸及香港的專制極權管治大都持反對態度，強烈譴責中共箝制媒體、以粗暴手段壓制國內一切異見聲音、無視基本人權和社會公義，故其對香港政治的訴求多半支持民主及普選行政長官和立法會議員，並期待香港能及早和臺灣同樣實施公民普選達致民主自由。1997年香港主權移交後，特別是2003年香港七一遊行後，為響應港人要求實施民主及實現普選的呼聲，香港親臺團體也多次透過遊行集會表達其對普選的訴求；此外亦積極參與總統選舉等助選、造勢後援會、赴臺觀選團等活動，藉此引起香港人對民主的關注。除了爭取普選之外，親臺團體亦高度關注臺灣相關事務，於臺灣發生如九二一大地震、八八水災、高雄氣爆、高雄地震等嚴重災害後表達關懷及捐款賑濟。

## 政治參與
早期民國派團體多屬宗親聯誼與文化交流性質，亦有少部分團體曾參與選舉，包括港九工團聯合總會、民主陣線、神州青年服務社、一二三民主聯盟（已解散）等。曾任議員者有麥業成（元朗區）、石景澄（元朗區）、鄭仲文（西貢區）、溫子眾（黃大仙區）、賴文輝（荃灣區）等等。
2003年香港區議會選舉當中，親臺團體開始組成選舉聯盟（如荃灣選舉聯盟等）在地方參選，其中如香港臺灣大專院校校友會總會長麥業成領軍的元朗天水圍民主陣線在元朗區議會一度成為除鄉事派以外第二大政治勢力，但在2007年香港區議會選舉中因為泛民主派的不協調，導致大規模敗陣，僅剩麥業成在元朗區一席，就連另一領袖人物梁漢華也在深水埗區因為選區重疊，要與民協的區議會副主席梁欐在同一選區對撼，而讓建制派漁翁得利。
之後，親臺團體大多投靠由國民黨背景深厚的黃毓民擔任主席的社會民主連線，例如在2008年香港立法會選舉中，親臺團體曾組織「香港泛藍撐毓民、撐大嚿（社民連新界西候選人陳偉業）大遊行」，當中梁漢華則是黃毓民、李偉儀（社民連九龍西候選團隊）中的主要輔選成員，而麥業成更當選社民連第三屆行政委員。而後來黃毓民另組人民力量，頗多泛藍中人跟隨移轉，至2012年香港立法會選舉，人民力量中的泛藍團體退出，而麥業成以藍營民主陣線（藍陣）名義參選。
2019年香港區議會選舉中，多名活躍於親臺團體的人士也有參選，除麥業成在元朗區連任外，如具活躍於國民黨港澳總支部的鄭仲文、溫子眾，活躍於台灣大專校友總會的賴文輝等均成功當選，僅泛藍之友召集人、長期舉辦三民主義研習班之荃光社社長黃湛聯，在荃灣福來選區落敗。
由2003年至2019年的香港七一大遊行，每年均有遊行民眾舉青天白日旗；2019年反對修訂逃犯條例運動期間更是不時有示威者舉港英旗、青天白日旗等旗幟以抗議香港特區政府及香港建制派。

### 選舉記錄

#### 立法會
| 選舉   | 地區直選得票 | 地區直選得票比例 | 地區直選議席 | 功能界別議席 | 超級區議會議席 | 總議席 | +/- |
| ------ | ------------ | ---------------- | ------------ | ------------ | -------------- | ------ | --- |
| 1998年 | 3,050 ━      | 0.21% ━          | 0            | 0            | 不適用         | 0 / 60 | 0 ━ |
| 2012年 | 2,896 ▼      | 0.16% ▼          | 0            | 0            | 0              | 0 / 70 | 0 ━ |

#### 區議會
| 選舉   | 民選得票       | 民選得票比例   | 民選議席 | 當然議席 | 總議席  | +/- |
| ------ | -------------- | -------------- | -------- | -------- | ------- | --- |
| 1991年 | 1,982 ━        | 0.37% ━        | 1        | 0        | 1 / 272 | 1 ▲ |
| 1994年 | 13,779 ▲       | 2.01% ▲        | 5        | 0        | 5 / 346 | 4 ▲ |
| 1999年 | 11,396 ▼       | 1.41% ▼        | 6        | 0        | 6 / 390 | 1 ▲ |
| 2003年 | 6,928 ▼        | 0.66% ▼        | 3        | 0        | 3 / 400 | 3 ▼ |
| 2007年 | 9,530 ▲        | 0.84% ▲        | 1        | 0        | 1 / 405 | 2 ▼ |
| 2011年 | 以人民力量名義 | 以人民力量名義 | 1        | 0        | 1 / 412 | 0 ━ |
| 2015年 | 5,313 ▼        | 0.37% ▼        | 1        | 0        | 1 / 431 | 0 ━ |
| 2019年 | 18,604 ▲       | 1.11% ▲        | 5        | 0        | 5 / 431 | 4 ▲ |

#### 立法局
| 選舉   | 地區直選得票 | 地區直選得票比例 | 地區直選議席 | 功能界別議席 | 選舉委員會議席 | 總議席 | +/- |
| ------ | ------------ | ---------------- | ------------ | ------------ | -------------- | ------ | --- |
| 1991年 | 3,393 ━      | 0.25% ━          | 0            | 1            | 不適用         | 1 / 60 | 1 ▲ |
| 1995年 | −            | −                | 0            | 0            | 1              | 1 / 60 | 0 ━ |

#### 市政局、區域市政局
| 選舉   | 得票    | 得票比例 | 總議席 | +/- |
| ------ | ------- | -------- | ------ | --- |
| 1995年 | 7,916 ━ | 1.42% ━  | 0 / 59 | 0 ━ |

## 著名團體
- 港九中山文教研究總會（中國國民黨駐港澳總支部）
- 莒光文化服務中心
- 香港榮光聯誼會
- 荃光社
- 青鋒社
- 香港崇正總會
- 神州青年服務社
- 民主陣線（藍陣）
- 港九工團聯合總會
- 自由總會
- 新界南海同鄉會
- 中國文化協會
- 一二三民主聯盟（已解散）
- 香港藍天服務團
- 香港中山學會
- 港九自由文員會
- 香港同鄉會聯合總會
- 香港社團聯合總會
- 世界客屬總會香港分會
- 香港閩僑會館
- 香港德明校友會
- 香港知識青年學社
- 香港舜水學社
- 香港中國筆會
- 香港番禺同鄉總會
- 香港中華民會
- 僑港鮮花行總會
- 香港勵德會
- 香港青暉社
- 香港青鋒之友會
- 關心香港前途小組
- 民國時事協會
- 孫文大成學會
- 孫中山文化協會
- 台灣各大學香港校友會總會
- 旅港黃埔軍校同學會
- 香港華欣文教基金有限公司
- 香港宗親會聯合總會
- 香港自由青年協會
- 香港教師會
- 香港留臺校友會
- 蔣公中正崇德協會
- 香港泛藍聯盟

## 外部連結
- 香港神州青年服務社主頁
- 蔣公中正香港協會主頁
- 香港中山學會 （页面存档备份，存于）
- 民國香港連綫 （页面存档备份，存于）
- 中國國民黨—香港屠共團隊 KMT Hong Kong Team （页面存档备份，存于）
- 在台港生同盟 （页面存档备份，存于）
- 我係民國派 （页面存档备份，存于）（ Facebook ）（已解散）